# Junkers Ju 188
El Junkers Ju 188 va ser un bombarder alemany mig, d'alt rendiment, construït durant la Segona Guerra Mundial. Va ser el successor previst del Ju 88 amb millors resultats i càrrega útil. Es va produir només en un nombre limitat, a causa tant de la presència de versions millorades del Ju 88, com de la cada cop més eficaç campanya de bombardejos estratègics aliats contra la indústria alemanya i la resultant concentració de recursos en la producció de caces.

## Disseny

Vistes del Junkers Ju 188

El Ju-188 va ser una versió millorada del Ju-88 A5, posseïa una cabina en forma d'ou afuat completament de vidre i extensiva fins al morro de l'aparell el que li brindava un ampli camp de visió a als seus ocupants. La disposició de l'espai de l'habitacle i panells de control era bastant similar al Ju 88 amb la novetat que el panell d'instruments principal del pilot estava disposat en forma de columna central la qual cosa no bloquejava el camp visual frontal (a diferència amb el Ju 88 el panell de controls estava pràcticament als genolls del pilot bloquejant parcialment la visió frontal inferior).
La seva planta motriu consistia en dos motors en V Junkers Jumo 213A (Sèries de la A a la D) o dos motors radials BMW 801D (Sèries E i F), amb una potència de 1.700 CV cada un. Estava armat amb un cano automàtic MG 151 de 20 mm en el morro, dos canons MG 131 de 13 mm muntats en tàndem a la part dorsal i un altre d'igual calibre en la part ventral mirant cap enrere. Podia actuar com torpediner portant dos torpedes LT1B o LT F5b ancorats un a cada ala o 3.000 kg en bombes en total. La seva configuració li permetia a més les missions d'observació, reconeixement, atac a navilis de superfície equipat amb el radar FUMO FuG 200 Hohentwiel, suport a tropes terrestres i bombardeig de gran alçada.